# Молдовська АЕС
Молдовська атомна електростанція (рум. Centrala Nucleară de la Moldova) була запланованою атомною електростанцією в Румунії. Вона мала бути побудована на північному сході країни поблизу села Ізвоаре в повіті Нямц, на південний схід від районного міста П'ятра-Нямц. Назва атомної електростанції походить від історичної назви регіону Молдови. У 1986 році проєкт призупинили, а в 1990 році, після повалення Ніколає Чаушеску і революції, електростанцію закрили.

## Історія та технічна інформація

### Початки та атомна електростанція Олт
Спочатку, наприкінці 1960-х років, Румунія налагодила співпрацю з Радянським Союзом щодо будівництва атомної електростанції Олт. Проте румунська сторона звернулася з проханням обладнати ВВЕР-440 захисною оболонкою, чого Радянський Союз тоді ще не пропонував. Високі валютні витрати для Румунії означали, що про імпорт необхідних систем із заходу не могло бути й мови. У результаті Радянський Союз пропонував ВВЕР-500 і ВВЕР-1000 як альтернативу стримування з 1976 року. Оскільки ВВЕР-500 не був доступний для експорту до 1985 року, а ВВЕР-1000 був занадто великим для АЕС Олт, станцію довелося перенести в інше місце.
Електростанцію перенесли в повіт Нямц на північному сході Румунії, де вже можна було будувати великі реактори ВВЕР-1000. З цієї причини в 1984 році Румунія і Радянський Союз уклали міжурядову угоду про будівництво трьох ВВЕР-1000/320.

### Молдовська атомна електростанція
Будівництво запланували розпочати між 1985 і 1990 роками. З 1985 року станція була представлена як друга атомна електростанція в Румунії. Відповідно до держугоди розпочато підготовчу роботу щодо планування проєкту та остаточне рішення щодо місця розташування. Це зробили навесні 1985 року, а в червні 1985 року в газетній статті публічно оголосили, що поблизу міста П'ятра-Нямц буде побудована атомна електростанція. Стаття містила відповідну загальну інформацію про рішення та фотографію Ніколає Чаушеску, який оглядає майданчик. Місцем обрали майданчик поблизу села Ізвоаре, через його близькість до міст Рожнов і Савінешть з розвиненою промисловістю.

#### Фінансування
Яким чином Румунія фінансуватиме атомну електростанцію, тоді не було зрозуміло. Однак аналітики припустили, що електростанція буде оплачуватися в першу чергу фізичними активами, експортом продовольства та експортом електроенергії. Однак, оскільки Молдавська РСР також почала планувати атомну електростанцію поблизу міста Рибниця (Григоріопольська атомна електростанція) того ж року, було сумнівно, чи справді Молдавська РСР потребуватиме імпорту енергії з Румунії. У 1985 році Румунія підписала двосторонній контракт з Чехословаччиною на постачання двох корпусів високого тиску ВВЕР-1000. Протягом 1985 року делегація Škoda JS прибула до Бухареста для підписання контракту з Роменерго на поставку комплектуючих. Однак він не був підписаний, оскільки компоненти для реакторів повинні бути адаптовані для сейсмічно активних районів, в яких мала бути розташована станція. Те, що Škoda JS не врахувала це в контрактах, пов’язано з тим, що радянська сторона при оформленні замовлення не вказала точне місце розташування. Тоді Радянський Союз все ще очікував, що перший блок введуть в експлуатацію до 1991 року.
Підготовчі роботи на Молдавській атомній електростанції почалися в 1985 році, а в лютому 1986 року Румунія також публічно оголосила, що співпрацюватиме з іншими країнами РЕВ у будівництві станції та замовлятиме всі три реактори у компанії Škoda JS у Чехословаччині. Інші комплектуючі планували поставляти з Радянського Союзу, де оперативний персонал мали підготувати до 1991 року, коли перший блок збиралися ввести в експлуатацію. У березні 1986 року почалися підготовчі роботи на місці. Після аварії на Чорнобильській АЕС у квітні 1986 року хвилювання в керівництві Роменерго призвели до того, що вони спочатку більше не бажали підписувати контракт на постачання молдавської АЕС і припинили підготовчі роботи. Після призупинення дії угоди між Румунією та Радянським Союзом румунський уряд вирішив зупинити проєкт у листопаді 1989 року, оскільки він більше не хотів імпортувати атомні електростанції під ключ із Радянського Союзу. Протягом 1990 року відбулася остаточна нарада у генерального конструктора. У зв’язку зі зміною правил для атомних електростанцій у Радянському Союзі вимоги до розміщення були значно посилені, що означало, що розташування в Румунії більше не вважалося Радянським Союзом прийнятним. Через відсутність можливих альтернатив обидві сторони вирішили скасувати проєкт за взаємною згодою. Однак у довгостроковій перспективі це місце розглядалося як варіант майбутньої атомної електростанції після 2000 року.

## Інформація про реактори
| Реактор   | Тип реактора  | Продуктивність | Продуктивність | Початок будівництва                     | Підключення до мережі                   | Введення в експлуатацію                 | Закриття |
| Реактор   | Тип реактора  | Нетто          | Брутто         | Початок будівництва                     | Підключення до мережі                   | Введення в експлуатацію                 | Закриття |
| --------- | ------------- | -------------- | -------------- | --------------------------------------- | --------------------------------------- | --------------------------------------- | -------- |
| Молдова-1 | ВВЕР-1000/320 | 950 МВт        | 1000 МВт       | План будівництва скасований у 1989 році | План будівництва скасований у 1989 році | План будівництва скасований у 1989 році |          |
| Молдова-2 | ВВЕР-1000/320 | 950 МВт        | 1000 МВт       | План будівництва скасований у 1989 році | План будівництва скасований у 1989 році | План будівництва скасований у 1989 році |          |
| Молдова-3 | ВВЕР-1000/320 | 950 МВт        | 1000 МВт       | План будівництва скасований у 1989 році | План будівництва скасований у 1989 році | План будівництва скасований у 1989 році |          |